# Versão revisada segundo os melhores textos
A Bíblia Sagrada Versão Revisada da Tradução de João Ferreira de Almeida ou Versão Revisada de Acordo com os Melhores Textos em Hebraico e Grego (comumente conhecida como: Almeida Revisada, Versão Revisada, ou Almeida Segundo os Melhores Textos) foi lançada em 1967 na cidade do Rio de Janeiro, Brasil, pela Imprensa Bíblica Brasileira, divisão da JUERP. Os tradutores a consideram uma nova revisão da tradução de João Ferreira de Almeida, sendo sua linguagem erudita (hoje português antigo e arcaico) baseada na Revista e Corrigida edição de 1898.
A Versão Revisada foi realizada com o intuito de incorporar os avanços na escola eclética de crítica textual bíblica à Bíblia comum brasileira, e de atualizar vocabulário obsoleto, que era mal compreendido ou simplesmente não compreendido mesmo pelo leitor culto brasileiro.
Segundo os editores, a Versão Revisada está de acordo com os melhores e mais antigos manuscritos, os quais são os mais respeitados academicamente em exegese bíblica. Utilizou o texto do Novo Testamento em grego de Nestlé-Alland, 25ª edição.
A edição subseqüente, de 1974, não sofreu alterações significativas.
Foi sucedida em 2008 pela Almeida Século 21 (ou XXI), da mesma editora mas em parceria com outras editoras evangélicas brasileiras, sob coordenação de Luís Alberto Teixeira Sayão.

## Comparação entre a Versão Revisada com outras traduções

### Literalidade em palavras hebraicas e gregas
Uma das características da Versão Revisada, é a conservação literal (transliteração) da palavra hebraica Seol, e da grega Hades.
Veja exemplos a seguir de comparações entre a Versão Revisada e outras traduções:
Eclesiastes 9.10
- Tudo quanto te vier à mão para fazer, faze-o conforme as tuas forças; porque no Seol, para onde tu vais, não há obra, nem projeto, nem conhecimento, nem sabedoria alguma. (Versão Revisada)
- Tudo quanto te vier à mão para fazer, faze-o conforme as tuas forças, porque no além, para onde tu vais, não há obra, nem projetos, nem conhecimento, nem sabedoria alguma. (Revista e Atualizada)
- Tudo o que você tiver de fazer faça o melhor que puder, pois no mundo dos mortos não se faz nada, e ali não existe pensamento, nem conhecimento, nem sabedoria. E é para lá que você vai. (Nova Tradução na Linguagem de Hoje)

Apocalipse 20.13
- O mar entregou os mortos que nele havia; e a morte e o Hades entregaram os mortos que neles havia; e foram julgados, cada um segundo as suas obras.(Versão Revisada)
- Deu o mar os mortos que estavam. A morte e o além entregaram os mortos que neles havia. E foram julgados, um por um, segundo as suas obras.(Revista e Atualizada)
- Aí o mar entregou os mortos que estavam nele. A morte e o mundo dos mortos também entregaram os que eles tinham em seu poder. E todos foram julgados de acordo com o que cada um tinha feito. (Nova Tradução na Linguagem de Hoje)